# بییاربلدو
بییاربلدو دهستانی در استان آلباستهٔ اسپانیا است.
در این دهستان ۲۴٬۷۲۹ نفر زندگی می‌کنند. مساحت این دهستان ۸۶۱٫۲۵ کیلومتر مربع است.

## نگاره‌ها

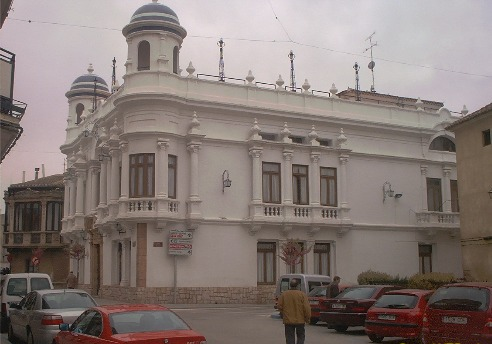
سیرکولو مرکانتیل
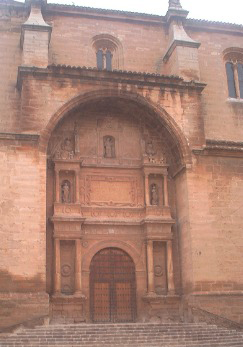
پوئرتو رناسنتیستا د سان بلاس
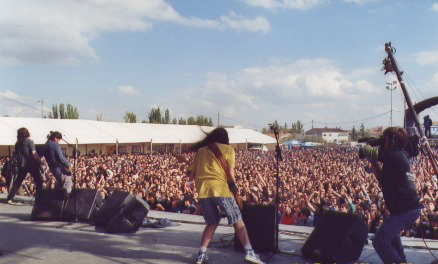
جشنواره بینیا راک
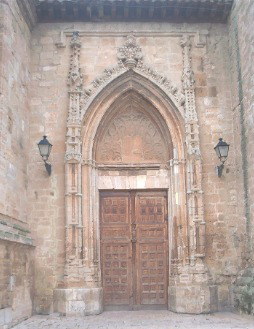
پوئرتو گوتیکا د سان بلاس
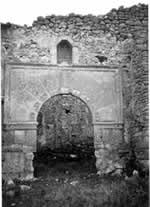
ایگلسیا د موهاراس
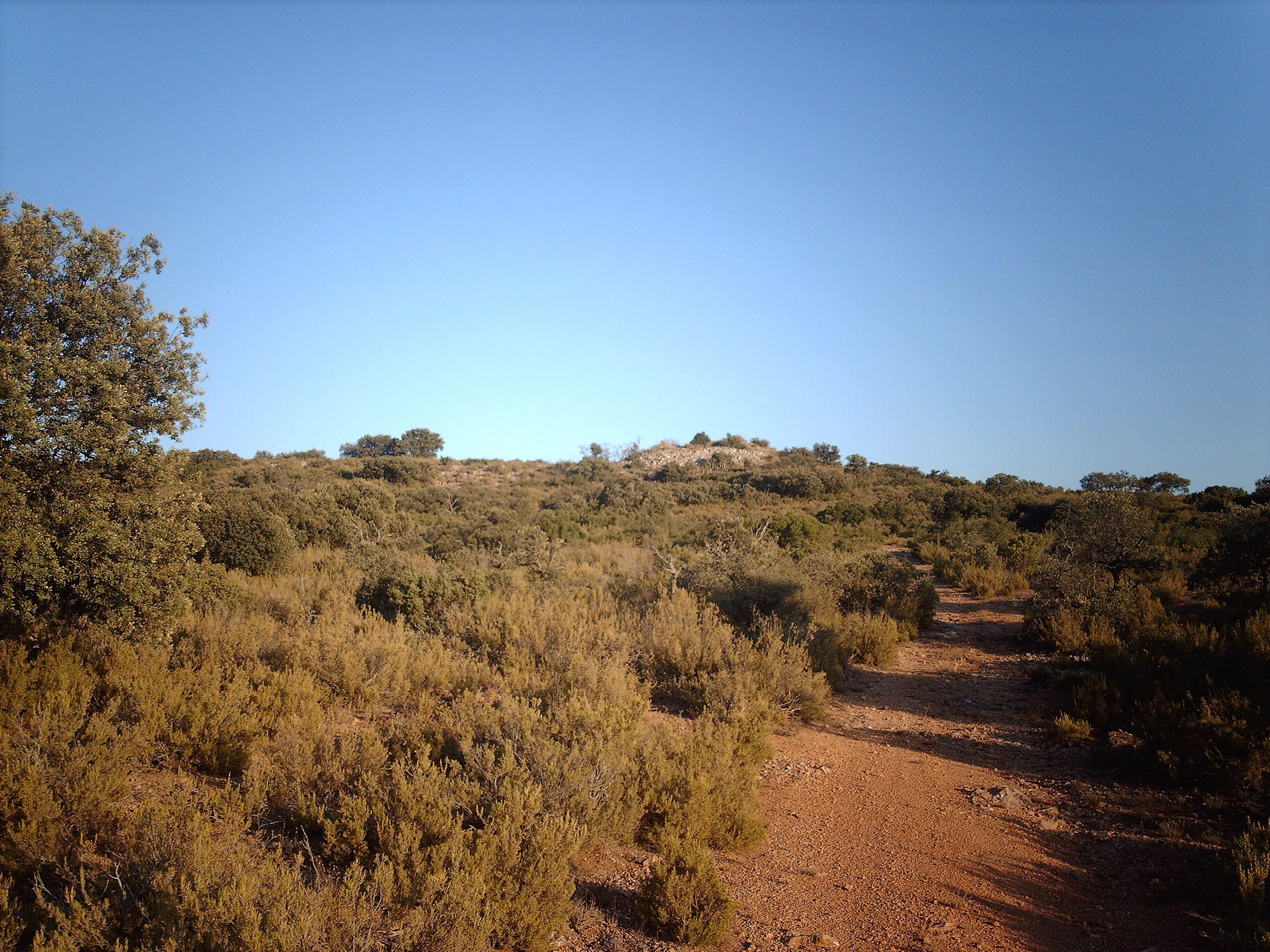
سرو د لا انکارتا
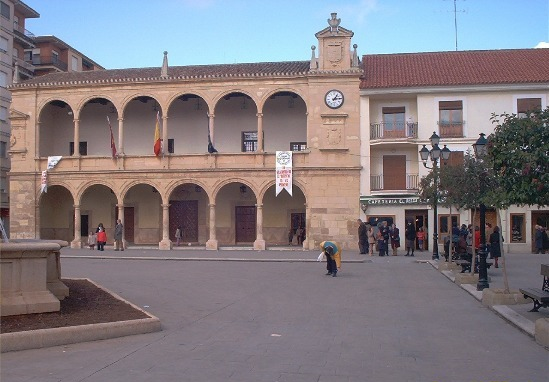
آیونتامینتو
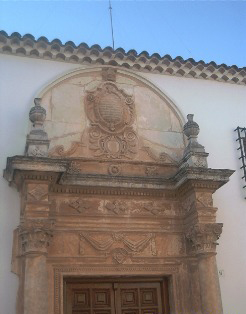
کاساسولاریگا
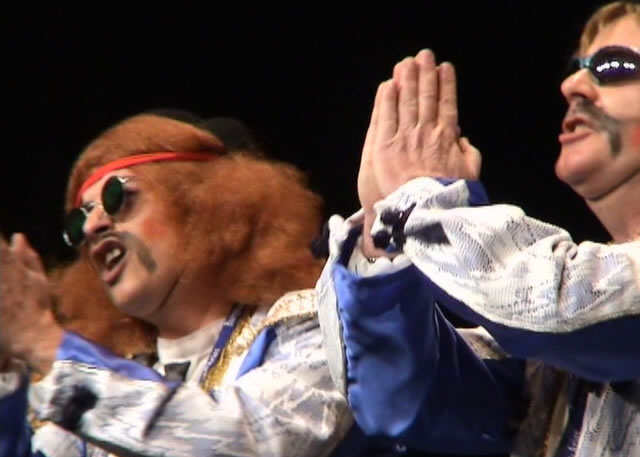
چیریگوتا د کارناوال
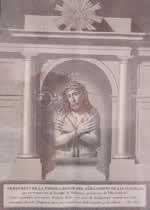
کریستو د لاس اینخوریاس
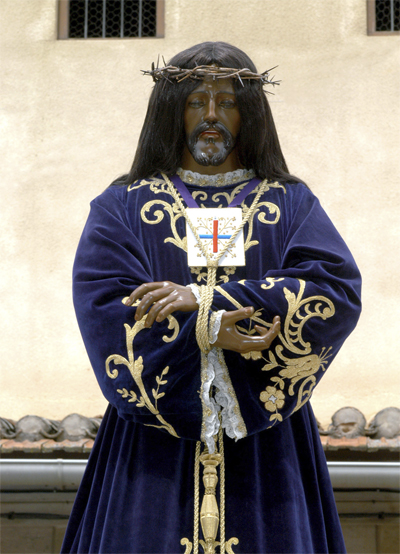
خسوس د مدیناسلی
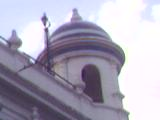
کوپولا دل سیرکولو مرکانتیل